# Plan Peking

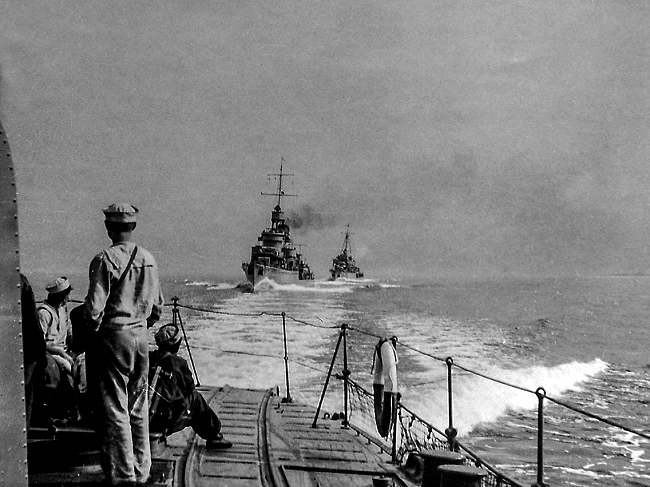
Polskie niszczyciele płynące do Wielkiej Brytanii – widok z rufy ORP „Błyskawica” na ORP „Grom” i ORP „Burza”

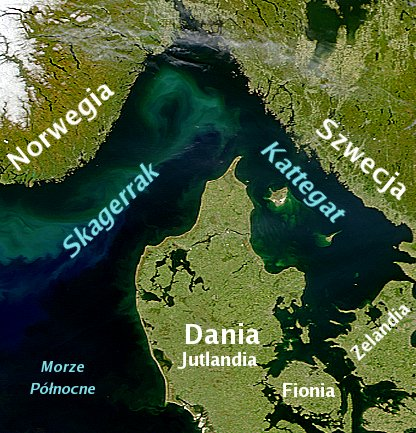
Cieśniny Duńskie

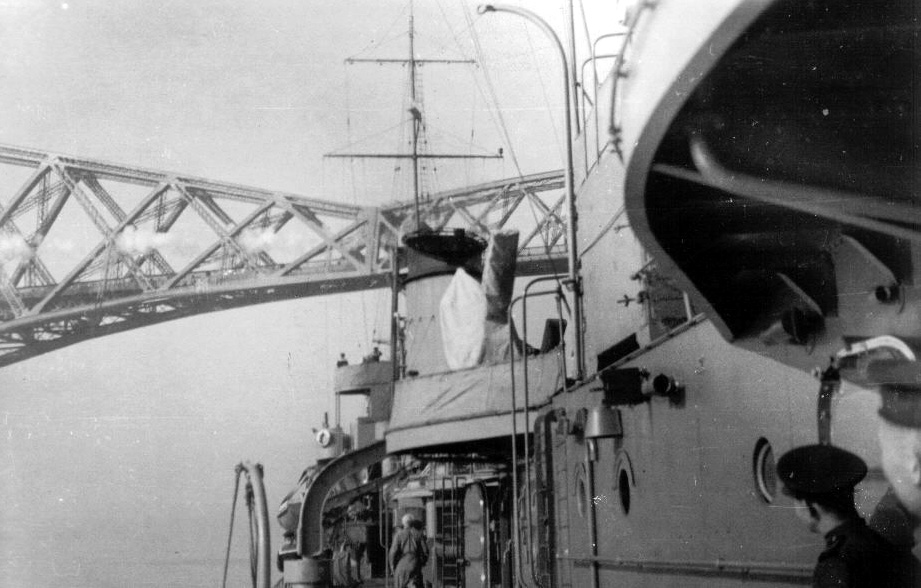
Polskie niszczyciele wchodzą do Zatoki Firth of Forth po południu 1 września 1939

Plan „Peking” („Pekin”) – operacja z 1939 wycofania części polskich sił morskich – trzech niszczycieli z Morza Bałtyckiego do Wielkiej Brytanii, w obliczu grożącego wybuchu II wojny światowej.

## Historia
Operacja ta nie miała oficjalnego kryptonimu, lecz jest powszechnie nazywana przez historyków planem „Pekin”, od brzmienia sygnału do jej wykonania. Kryptonim tego planu, pochodzący od nazwy stolicy Chin, w powojennych publikacjach najczęściej podaje się we współczesnym brzmieniu „Pekin” (w transkrypcji języka chińskiego-mandaryńskiego), jednakże w oryginalnym rozkazie występuje on w przedwojennej pisowni: „Peking” (w transkrypcji japońsko-mandżurskiej nazwy Pekinu). 
Plan obejmował wycofanie Dywizjonu Kontrtorpedowców w składzie trzech polskich niszczycieli: „Burza”, „Błyskawica” i „Grom”. Rozwiązanie to było podyktowane wysokim prawdopodobieństwem bezproduktywnego zniszczenia tych okrętów, gdyby w sytuacji spodziewanej wojny z Niemcami pozostały one na Bałtyku. Okręty te były stosunkowo duże i istniało ogromne ryzyko, że już w pierwszych dniach wojny zostaną zniszczone przez wroga, stanowiąc łatwy cel. Zdecydowano pozostawić w kraju czwarty niszczyciel ORP „Wicher”, ponieważ miał za zadanie ubezpieczać stawiacz min ORP „Gryf” i wymagał kapitalnego remontu mechanizmów, a ponadto był wcześniej przewidywany do interwencji w Gdańsku, w wypadku próby aneksji samego miasta przez Niemców (zob. kryzys gdański).
Wobec sojuszu polsko-brytyjskiego, niszczyciele miały przejść do portów brytyjskich i stamtąd wraz z Brytyjczykami prowadzić działania przeciwko III Rzeszy. Z kolei po wybuchu wojny przedarcie się okrętów nawodnych z Bałtyku przez Cieśniny Duńskie byłoby niemożliwe wobec niemieckiej przewagi. Akceptację ewakuacji niszczycieli wyrazili w maju 1939 Generalny Inspektor Sił Zbrojnych marsz. Edward Śmigły-Rydz oraz brytyjska Admiralicja. W sierpniu 1939 o zgodę na realizację planu  zwracał się kilkakrotnie szef Kierownictwa Marynarki Wojennej kadm. Jerzy Świrski. Warto zaznaczyć, że 24 sierpnia, w związku z planowanym rozpoczęciem wojny 26 sierpnia, w morze wyszły trzy niemieckie okręty podwodne (U-31, U-32, U-35) w celu przechwycenia ewentualnie przedzierających się do Anglii jednostek polskich.
Plan wycofania trzech niszczycieli ostatecznie przybrał formę rozkazu specjalnego Dowódcy Floty kontradmirała Unruga nr 1000 z 26 sierpnia 1939. Rozkaz ten otrzymali dowódcy niszczycieli i dowódca dywizjonu w zalakowanych kopertach z napisem: „Nankin lub Peking”, które miały być otwarte na trzykrotny sygnał radiowy „Peking” lub „Nankin” nadany przez Polskie Radio Warszawa. Plan „Peking” przewidywał natychmiastowe odkotwiczenie i pozostawiał dowódcy zespołu decyzję o wyborze trasy i szybkości, a plan „Nankin” przewidywał opuszczenie bazy z takim wyliczeniem, żeby pomiędzy Bornholmem a Christiansø być po zachodzie słońca, a koło Malmö – o północy.

Zadanie: Dyon w składzie O.O.R.P. „Błyskawica”, „Grom” i „Burza” ma na specjalny rozkaz odejść do Anglii.
...6. Od chwili opuszczenia bazy – całkowita gotowość bojowa.
7. Przed wypowiedzeniem wojny działać tylko w razie wyraźnej agresji przeciwnika (użycie broni, obraza bandery).
8. Po wypowiedzeniu wojny – W razie spotkania nieprzyjaciela od walki się nie uchylać. W razie spotkania sił przeważających – starać się oderwać od nieprzyjaciela. Po wyczerpaniu wszystkich środków walki, lub jeśli sytuacja stanie się trudna, należy dążyć do schronienia się w porcie neutralnym, przede wszystkim szwedzkim, w ostateczności – każdym innym, o ile powrót do bazy będzie niewykonalny. Jeżeli schronienie się w porcie zagranicznym jest niewykonalne – okręt zniszczyć. (...)

30 sierpnia marszałek Edward Rydz-Śmigły podjął decyzję o odesłaniu 3 niszczycieli do Anglii. Tego dnia o godzinie 12:55 przekazano kodem flagowym z wieży sygnałowej na Oksywiu do Dywizjonu Niszczycieli rozkaz o treści: Dyon KT. Peking. O godzinie 14:15 niszczyciele pod komendą dowódcy dywizjonu komandora porucznika Romana Stankiewicza wyruszyły w drogę do Wielkiej Brytanii. ORP „Błyskawica” pod dowództwem komandora porucznika Włodzimierza Kodrębskiego, ORP „Burza” z dowódcą komandorem podporucznikiem Stanisławem Nahorskim i ORP „Grom” dowodzony przez komandora porucznika Aleksandra Hulewicza przeszły dość spokojnie przez Bałtyk, aczkolwiek zostały wykryte o 16.40 przez niemiecki okręt podwodny U-31 ok. 55 km na północ od Rozewia. Następnie zostały dostrzeżone jeszcze przez patrolowiec Schiff 7 (Möwe) i transportowiec wojska „Hochenhörn” płynący do Piławy, z którego wykonano ich zdjęcia. Po zmroku, ok. godziny 20, polski zespół był śledzony przez dwie godziny przez patrolujące między Zatoką Gdańską a Bornholmem niezauważone zaciemnione niemieckie niszczyciele „Friedrich Ihn”, „Erich Steinbrinck” i „Friedrich Eckoldt” (polskie okręty były początkowo widoczne od strony zachodzącego Słońca). Polski zespół wszedł następnie do cieśniny Sund, napotykając tam tuż po północy, 3 mile na południe od latarniowca Falsterborev, niemiecki krążownik lekki „Königsberg”, niszczyciel „Bruno Heinemann” oraz dwa stare torpedowce: T 107 i T 111, które o 20:55 wyszły w morze w tym celu z Sassnitz. O godzinie 0:10 ogłoszono alarm bojowy na polskich okrętach, natomiast Niemcy spostrzegli je 12 minut wcześniej. Obyło się bez starcia, gdyż Kriegsmarine nie miała jeszcze rozkazów do rozpoczęcia działań wojennych. Polski zespół wziął natomiast okręty niemieckie za duńskie.
Polskie okręty następnie przeszły Kattegat i Skagerrak. 31 sierpnia rano zespół został wykryty przez okręty podwodne U-5 i U-19, a po 15:30 towarzyszyły mu przez pewien czas dwa niemieckie wodnosamoloty (prawdopodobnie Dornier Do 18 z wyspy Sylt), więc żeby je zmylić, polski zespół po zmroku skierował się ku brzegom Norwegii. W tym czasie niemieckie radio Breslau podało w polskojęzycznym serwisie informację o wyjściu dywizjonu z Polski. Nocą z 31 sierpnia na 1 września zmieniono kurs na Wielką Brytanię, po czym Dywizjon przeszedł przez Morze Północne, już niewykryty przez niemieckie lotnictwo. O 9:25 załogi dowiedziały się z radia o wybuchu wojny. O godzinie 12:58 polskie okręty spotkały się z brytyjskimi niszczycielami HMS „Wanderer” i „Wallace”, z których przeokrętowano kapitana S.H. Denisa – oficera łącznikowego – oraz sygnalistę i radiotelegrafistę. Po wejściu do zatoki Firth of Forth polski dywizjon o godz. 17:37 zakotwiczył na redzie portu w Edynburgu.
Odejście polskich niszczycieli na Zachód zostało źle odebrane przez część sił zbrojnych i społeczeństwa polskiego. Pozwoliło jednak uczestniczyć polskim okrętom w działaniach wojennych u boku Royal Navy od samego początku wojny i uchroniło je od niewątpliwego szybkiego zniszczenia, czego dowiódł los czwartego niszczyciela ORP „Wicher” i stawiacza min ORP „Gryf”, które pozostając przy polskim wybrzeżu zostały zatopione w rejonie Helu przez niemieckie lotnictwo już 3 września 1939. W obliczu wycofania polskich niszczycieli, Niemcy 30 sierpnia odwołali z Bałtyku na Morze Północne zespół sił w składzie 3 lekkich krążowników wiceadm. Hermanna Denscha („Nürnberg”, „Köln” i „Leipzig”) oraz okręty podwodne U-31, U-32, U-35. ORP „Błyskawica” oraz „Burza” przetrwały wojnę i powróciły do kraju, ORP „Grom” został zatopiony w 1940 roku przez samolot niemiecki w Rombakkenfjordzie pod Narwikiem.